# Dicotomia kraepeliniana

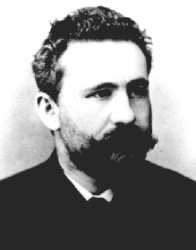
Emil Kraepelin (1856-1926)

A dicotomia kraepeliniana baseia-se na divisão das principais psicoses endógenas nos conceitos de demência precoce, que foi reformulada como esquizofrenia por Eugen Bleuler em 1908 e psicose maníaco-depressiva, que agora é reconhecida como transtorno bipolar. Esta divisão foi formalmente introduzida na sexta edição do livro de psiquiatria de Emil Kraepelin, Psychiatrie. Ein Lehrbuch für Studirende und Aerzte, publicado em 1899. Tem sido altamente influente nos sistemas de classificação psiquiátrica modernos, como o DSM-IV-TR e o CID-10, e reflete-se na separação taxonómica da esquizofrenia da psicose afetiva. No entanto, também existe o diagnóstico de transtorno esquizoafetivo para cobrir os casos que parecem apresentar sintomas de ambos.

## História

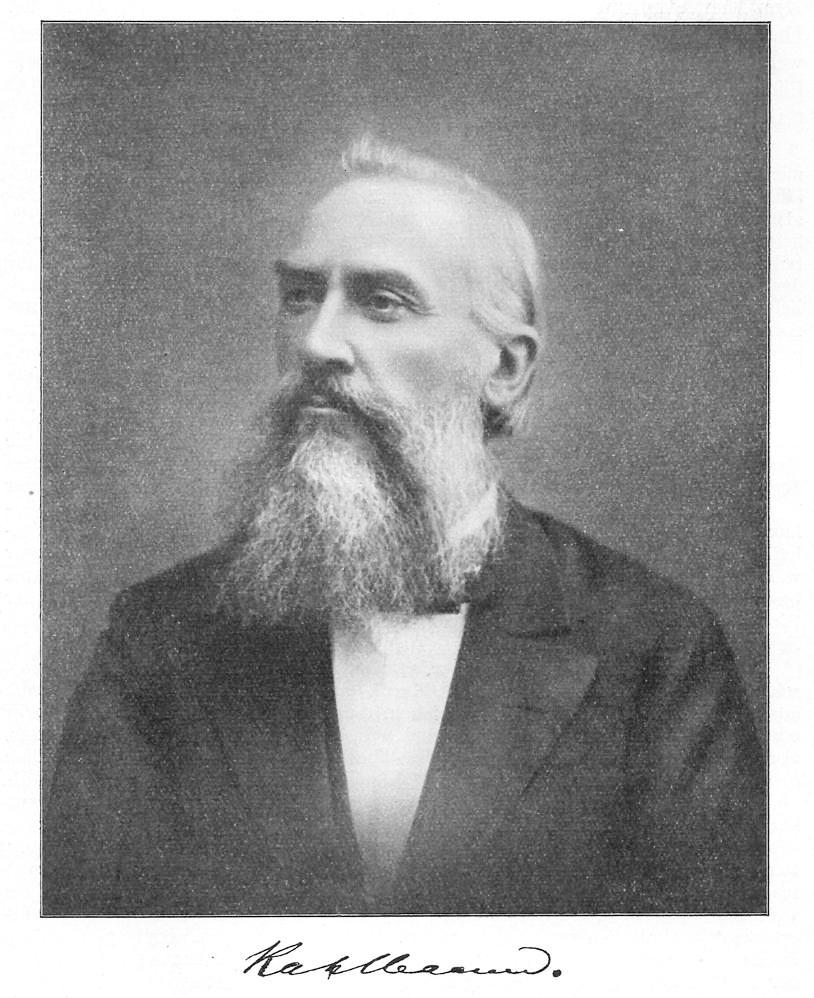
Karl Ludwig Kahlbaum (1828-1899)

O sistema kraepeliniano e a classificação moderna das psicoses são, em última análise, derivados dos insights de Karl Kahlbaum. Em 1863, o psiquiatra prussiano publicou a sua habilitação intitulada Die Gruppierung der psychischen Krankheiten (A Classificação das Doenças Psiquiátricas). Nesse texto, ele revisou o estado então heterogéneo das taxonomias médicas das doenças mentais e enumerou a existência de cerca de trinta dessas nosologias desde o início do século XVII até meados do século XIX. A principal contribuição da sua dissertação publicada, que ainda é a base da nosologia psiquiátrica moderna, foi primeiro formular o método clínico para a classificação da psicose por sintoma, curso e resultado.
Kahlbaum também diferenciou entre dois grupos principais de doenças mentais, a que chamou de vecordia e vesania.
Emil Kraepelin apresentou pela primeira vez a sua proposta entre a separação das psicoses endógenas da doença maníaco-depressiva e a demência precoce durante uma palestra pública em Heidelberg, na Alemanha, a 27 de novembro de 1898.